# Li Moran
Li Moran (xinès simplificat: 李默然, pinyin: Lǐ Mòrán), nom de naixença Li Shaocheng (xinès simplificat: 李绍诚, pinyin: Lǐ Shàochéng; Heilongjiang, 21 de desembre del 1927 - 8 de novembre del 2012) fou un actor xinés, conegut per interpretar el paper de Deng Shichang a la pel·lícula Jiawu Fengyun, ambientada en la Primera Guerra Sino-japonesa. Va ser el president honorífic de l'associació de dramaturgs xinesos.
Va començar la seua carrera cinematogràfica als vint anys i va participar en més de seixanta pel·lícules. Va ser un actor molt conegut al país, sent rebut per personalitats com Zhou Enlai o Liu Shaoqi. El 2007 va rebre el premi nacional Magnòlia per tota la seua carrera.
El 1989 va ser un dels primers actors famosos en aparèixer en un anunci de televisió, fet que li va valdre moltes crítiques, ja que el fet d'utilitzar la fama per a vendre productes era considerat tabú. El 2005, coincidint amb el centenari del naixement de la indústria cinematogràfica xinesa, la China Film Performance Art Academy el va elegir com un dels 100 millors actors de la història del cinema del país.